# 독비권왕 대 파혈적자
독비권왕 대 파혈적자(獨臂拳王大破血滴子: Master Of The Flying Guillotine)는 홍콩에서 제작된 왕우 감독의 1976년 영화이다. 왕우 등이 주연으로 출연하였다.

## 출연

### 주연
- 왕우
- Chung-erh Lung
- 유가영
- 왕룡위
- 용비
- 용방
- 산모
- 치앙 왕